# 周防美琴
周防 美琴（すおう みこと）は、小林尽の漫画『スクールランブル』や、テレビアニメ『スクールランブル』などの派生作品に登場する架空の人物。アニメの声優は生天目仁美。その他の人物についてはスクールランブルの登場人物を参照。

## プロフィール
- 身長：170cmくらい
- 血液型：O型
- 靴のサイズ: 25 cm
- 年齢：16歳→17歳→？
- 誕生日：7月26日
- 星座：獅子座
- 学校：矢神学院高等学校
- クラス：2年C組
- 尊敬する人物：両親
- 得意技：カカト落とし・上段回し蹴り
- 成績（上から龍→ライオン→象→亀）
  - 現国：ライオン
  - 古典：ライオン
  - 数学：象
  - 化学：象
  - 物理：象
  - 日本史：ライオン
  - 英語：象
  - 美術：亀
  - 保体：ライオン

## 人物
塚本天満の親友の一人。話の中核には入り込み過ぎることなく傍観者や応援といった立場をとることが多いが、登場回数はかなり多く、自身にもスポットが当てられることがある。
長身でスタイル抜群の美少女。胸の大きさはDカップと言われているが、それ以上という話もある。髪はサラサラの黒髪でセミロング。普段は下ろしているが、道場などではやや上のほうで束ねることも。夏休み明けに一度短く切ったが、その後徐々に伸びてきている。目は大きく、眉は少しつり上がってから下がる太い眉。ネクタイを結ぶのが苦手なため、制服のリボンタイはしていない。
友人への二人称に「お前」を用いるなど喋り方は男っぽく、さらに怒るなどすると江戸っ子のような口調になる。一方で、料理上手で家事もこなすなど家庭的な部分も持ち合わせている。物事を天秤にかけない性格で、他人を差別的な目で見ることもなく、困った者にはすぐに手を貸しており、さらにさりげない気遣いも忘れない。また、前述の通りルックスやスタイルも併せ持っており、新学期になってから約2ヶ月の間に3人から告白されるなど、それなりにモテるようである。　
実家の「周防工務店」は両親が取り仕切っており、イベントなどでは周防も手伝うことがある。他に、祖父母も健在である。両親からはよくイジられるが、言葉を返せず父親に蹴りを入れることもしばしば。
基本的には常識の範囲内で行動することが多く、そのためか予想外な出来事に対するリアクションは相当なもの。ただし、恋愛に関しては分からないことが多々あり、逆に周りを驚かせてしまうこともある。その周防が恋に目覚めたのは、高校に入学するあたりのこと。後の矢神高校の2つ年上の先輩で、家庭教師として高校入試の指導を受けていた神津正弘に対してしだいに恋心を抱くようになった。しかし、周防自身は何もできず、さらに遠距離になったうえに神津に彼女ができていたため、告白すらできないままの失恋となった。他にクラスメイトである今鳥恭介からたびたびアプローチを受けていたが、あまり相手にしていない（ほとんどボケとツッコミのようなやりとりだが）。その後は、クラスメイトの麻生広義と絡む機会が増え、女子バスケ部創立の際に周防が即席チームの選手、麻生がコーチになったことでその距離は急激に縮まることになる。その後の流れから麻生と付き合うことになり、関係も比較的良好で、さらに両想いであったにもかかわらず、周防の告白が受け入れられることなく別れることになってしまう。
幼いころから少林寺拳法 の道場に通っており、そこの息子である花井春樹はそのころからの同門である。現在は小さい子供たちに教えるなどといったこともしているが、自分自身の練習も欠かすことはなく、よく花井を練習につき合わせている。そのため、2人で組んで何かをやるときの意気はぴったり合う。また、お互いのことは知り尽くしており、普通の人には分からないような内面も察することができるため、お互いに良き相談相手となっている。また、花井には学校などではキツく当たることが多いが、私生活では気の知れた仲で、普通なら恋愛関係を誤解されてもおかしくないようなことを平気でできるため、よく周りから冷やかされる。さらに、両親や友人たちからは2人が結婚することを前提に会話を進められることさえある。時には子供の人数などといった具体的な内容になることも。ちなみに家は向かい同士で、互いの部屋は丸見えである。また、元々弱虫だった花井を曲がりなりにも頼れる人間にしたのは周防である。このため、長いあいだ花井とは姉弟のような関係だったが、後に一人の男性として花井を若干意識するようになった。社会人時代を描いた番外編では、花井と付き合っている。
道場に通っているせいか運動能力はかなり高く、同級生の一条かれん、ララ・ゴンザレスとともに「武神」と並び称される。特に足技が得意で、近所のゲームセンターに置かれているキックマシンでは、歴代最高記録を保持している。また、適応能力も持ち合わせており、カナヅチからとある事情で短期間で5km泳げるようになる、素人同然だったバスケでは本職をもうならせるようになるなど、あらゆるスポーツを自分のものにしている。基本的に他力本願な願いは持たず、自らの努力によって希望をかなえようとする姿勢を持っている。ただし、どんなことにでも向上心を持っているわけではないので、必要以上に疲れをため込むこともない。他にカラオケ好きで、その歌は周りがプロのようだと称えるほど上手である。学校の勉強は好きな古典を除いてあまり得意とはいえないが、赤点を心配するほどではない。酒には強い。将来の夢はOLで、結婚よりも就職を希望している。ただし、パソコンを用いた作業は苦手である。ちなみに、幼いころは看護師になりたかったらしい。当面の目標は原付免許の取得と大学進学（具体的な志望校があるわけではない）。通学手段は基本的に徒歩である。
普段は基本的に塚本天満、沢近愛理、高野晶と一緒に行動することが多い（通称：四人娘）が、元々人当たりはよいため男女問わず誰とでも話せる。また、ノリは結構良いほうで、常識の範囲内であればその場を盛り上げることができる。
播磨との関係は中学時代からのワルであったことを知っていたようでプールホッケー戦で運動神経が高いことを語っていた。
会話の語尾には「～だぜ」「～だよな」「～のか?」などを多用する（無論、敬語は別）。一人称は「私（アタシ）」である。呼称は天満が「ミコちゃん」、沢近・高野・両親が「美琴」、花井が「周防」（ただし幼少期は「ミコちゃん」。現在でも稀にある）、今鳥・ララが「ミコちん」、一条・嵯峨野・結城が「周防さん」、麻生・播磨が「周防」、工務店の従業員が「美琴ちゃん」、道場の子供たちが「先生」、ハリーが「ミコト」。基本的にクラスの女子は「周防さん」、男子は「周防」と呼ぶ。

## 人気投票
いずれも週刊少年マガジン誌上にて実施された。
| 大会名                    | 実施時期   | 発表 | 順位 | 得票率 | 備考                  |
| ------------------------- | ---------- | ---- | ---- | ------ | --------------------- |
| 第1回キャラクター人気投票 | 2003年9月  | 12月 | 5位  | 約8％  | 女性キャラクター中4位 |
| 第2回キャラクター人気投票 | 2004年6月  | 9月  | 6位  | 7.4％  | 女性キャラクター中5位 |
| 第3回キャラクター人気投票 | 2005年10月 | 11月 | 5位  | 9.1％  | 女性キャラクター中4位 |

## 音楽

### イメージミニアルバム
アニメ『スクールランブル』の放送に先立って発売されたイメージミニアルバムの第3弾『周防美琴』（2004年9月23日発売）がこれにあたる。発売元はスターチャイルド。収録時間は42分。CDコードはKICA-655。ジャケットは小林尽書き下ろしによる周防のイラスト。初回盤の特典は紙ジャケット仕様、周防美琴特製キーメタル封入。主な構成は以下のとおり（順番どおりではない）。
- ドラマ
  - ♯01　ヒゲとハンカチ
  - ♯02　花井と黒帯
  - ♯03　今鳥とDカップ

- 歌（全ての曲のオフ・ヴォーカル・バージョンも同時収録）
  - The super girl has the super heart

作詞 - 竹中あこ / 作曲・編曲 - 大森俊之 / 歌 - 生天目仁美
  - 17’s Heart

作詞 - 和泉優 / 作曲・編曲 - 岩戸崇 / 歌 - 佐伯美愛
  - Infinity

作詞 - Salia、shin-go / 作曲 - Salia / 編曲・歌 - unicorn table
- その他
  - Title Call
  - 予告
  - Cast Talk
  - CM

### キャラクターソング
これまでに3曲発表されている。
- The super girl has the super heart

作詞 - 竹中あこ / 作曲・編曲 - 大森俊之 / 歌 - 生天目仁美
イメージミニアルバム「周防美琴」・スクールランブル Super Twin Album ～School After～に収録（いずれもスターチャイルドより発売）
- Loving you

作詞 - 相吉志保 / 作曲・編曲 - 大森俊之/ 歌 - 生天目仁美
イメージミニアルバム「サラ・アディエマス」・スクールランブル Super Twin Album ～School After～に収録（いずれもスターチャイルドより発売）
- Love ∞

作詞 - 相吉志保 / 作曲・編曲 - 岩戸崇 / 歌 - 生天目仁美
裏スクールランブル 二学期 ～姫の帰還～・スクールランブル 二学期 ボーカルベスト「矢神のど自慢」に収録（いずれもマーベラスエンターテイメントより発売）
このうち「The super girl has the super heart」のメロディーをアレンジしたサウンドが数種類存在し、アニメの中（主に周防が登場している場面）でBGMとして使用されている。
他に塚本天満役の小清水亜美・沢近愛理役の堀江由衣・高野晶役の清水香里と音楽ユニットを組んで歌った曲がある。
- School Rumble 4 Ever（スクールランブル 最終回ED）

作詞 - 相吉志保 / 作曲・編曲 - たかはしごう / 歌 - 小清水亜美・生天目仁美・堀江由衣・清水香里
スクールランブル オリジナルサウンドトラック「SOUND SCHOOL」・スクールランブル Super Twin Album ～School After～に収録（いずれもスターチャイルドより発売）

## 豆知識
- 原作での初登場は♯08（コミックス第1巻収録）であり、アニメではこれに該当する話より以前である一学期の♯01からの登場である。
- コミックス1巻のカバー折り返しに登場する周防は制服のリボンタイをつけている。
- コミックスの書き下ろし企画で周防に関連したものに他キャラクターからの紹介（1巻）、通知表（3巻）、トレーディングカード（4巻）、アニメで周防を演じた生天目仁美へのQ&A（14巻）などがある。
- 周防をモチーフにした小林尽書き下ろしの幻の4コマ漫画がある。元々はアニメ化の際に全国の書店で宣伝用に無料で配布されたしおりに載せるためのもので、後に「少年マガジン SG（ショートギャグ）増刊」（2005年7月28日発売）に再録されたが、どちらも期間限定であるためすでに入手困難となっている。
- アニメでは周防の髪の色は少し青味がかっている。
- アニメの通常時における歴代のオープニングとエンディングに流れる映像の全てに登場している。また、エンディングにおける声優キャスト欄では最初の列の上から6番目に表示される。ただし、欠員の都合で上にずれる場合が多々ある。さらに、登場人物があまりにも少ないため2列目に回ることも過去に二度あった。
- 基本的にアニメの次回予告には登場しないが、一学期・二学期の両シリーズともに1回だけ登場することがあった。
- アニメの英語版で周防を演じたのはブライナ・パレンシアである。また、舞台「スーパーお芝居スクールランブル ～お猿さんだよ、播磨くん!～」では吉田舞が周防を演じた。
- ラジオ「スクラン二学期 ウィークエンド」でアニメ「スクールランブル 二学期」のDVD第4巻の紹介がされた際、初回限定版の特典である周防のイラスト使用ボックスを本来なら他の巻と同様に「キス顔の美琴」と紹介されるべきところだが、あまりにも強烈な顔であったため「エロ顔の美琴」と紹介され続けていた。
- 「メガミマガジン」（2006年7月号）において、天満・八雲・沢近と4人で表紙を飾った。